# Меремьянин, Николай Сергеевич
Николай Сергеевич Меремьянин (1926—2007) — участник Великой Отечественной войны, полный кавалер ордена Славы.

## Биография
Родился 14 марта 1926 года в посёлке Моховское Усть-Пристанского района Алтайского края в семье крестьянина, по национальности русский. Окончил четыре класса в 1940 году, работал в колхозе.
В Красной армии с февраля 1943 года. В боях Великой Отечественной войны с июня 1944 года. Стрелок 2-й стрелковой роты 515-го стрелкового полка 134-й стрелковой дивизии (69-я армия, 1-й Белорусский фронт) рядовой Меремьянин при отражении контратаки противника 3 августа 1944 года у населённого пункта Анджеюв (юго-восток г. Зволень, Польша) вынес из-под огня тяжелораненого командира взвода, расстреляв из автомата 5 солдат противника. 14 августа 1944 года награждён орденом Славы III степени.
В боях 15 — 16 января 1945 года у железнодорожной станции Едльня-Летниско и городе Юзефув (Польша), действуя в составе своего отделения, уничтожил свыше 10 солдат противника. Получил ранение, но продолжал выполнять боевую задачу. 13 февраля 1945 года награждён орденом Славы II степени.
В боях в районе города Лебус и населённого пункта Мальнов (Германия) ефрейтор Меремьянин 17 — 22 апреля 1945 года из личного оружия истребил пулемётный расчёт и несколько автоматчиков противника. 15 мая 1946 года награждён орденом Славы I степени.
В июле 1951 старший сержант Меремьянин уволен в запас. Жил в станице Платнировская Кореновского района Краснодарского края. В 1951 окончил курсы трактористов. Работал механизатором в колхозе. С 1975 года старшина в отставке. Участник Парада на Красной площади в Москве 9 мая 1985 года в ознаменование 40-летия победы в Великой Отечественной войне. Награждён орденом Отечественной войны I степени, медалями. Умер 2 ноября 2007 года, похоронен в Платнировской.

## Награды
- Орден Славы III степени № 2962 приказ 134-й сд № 49/н от 14.08.1944[1]
- Орден Славы II степени № 23519 приказ ВС 69-й армии № 14/н от 13.02.1945[2]
- Орден Славы I степени № 124067 Указ ВС СССР от 15.5.46
- Орден Отечественной войны I степени Указ ВС СССР от 06.04.1985[3]